# 劇場版 ウルトラマンギンガS 決戦!ウルトラ10勇士!!
『劇場版 ウルトラマンギンガS 決戦!ウルトラ10勇士!!』は、2015年3月14日より公開された全国松竹系映画館にて公開された円谷プロダクション製作の特撮映画。テレビ番組『ウルトラマンギンガS』の劇場版で『ウルトラマンギンガ』シリーズの劇場作品としては3作目となる。前作の『劇場スペシャル』2作品とは異なり、60分超の長編である。
『新ウルトラマン列伝』内で放送されたスピンオフドラマ『ウルトラファイトビクトリー』についても、本項で記述する。

## 概要
テレビシリーズの後日談として、最終話の約1年後を舞台にウルトラマンギンガとウルトラマンビクトリー、マナとサクヤをメンバーに加えた新生UPGの活躍を描く。
入場者プレゼントはデータカードダス『大怪獣ラッシュ ウルトラフロンティア』で使えるカード「ウルトラマンギンガビクトリー」。
劇場版の新ヒーローとしてギンガとビクトリーが合体したウルトラマンギンガビクトリーが登場するほか、『ウルトラマンティガ』から『ウルトラマンメビウス』までの主役ウルトラマンとウルトラマンゼロが登場する。『ウルトラマンコスモス』で主人公の春野ムサシを演じた杉浦太陽も同役でゲスト出演し、ゼロ役の宮野真守のほか、『ウルトラマンダイナ』のつるの剛士と『ウルトラマンガイア』の吉岡毅志も各ウルトラマンの声を担当しているが、ウルトラマンティガとウルトラマンメビウスはオリジナルのキャストではなく代役が声を担当している。
ティガからギンガとビクトリーまでの10大ウルトラマンが一堂に会するのは本作品が初めてであり、各タイプチェンジも活用されるなど個々の見せ場が用意されている。戦闘BGMは各ウルトラマンの登場作品でのBGMがアレンジした上で使用されている。企画段階ではマナ役の最上もがが所属するでんぱ組.incをゲストに迎える案、テレビへの登場から10周年となる『ウルトラマンマックス』をメインとする案、監督の坂本浩一が愛好するウルトラマンレオとアストラがヒカルとショウに修行をつけるという案なども存在したが、最終的に観客が求めているであろう新世代ウルトラマンが総登場する作品となった。ゼロ・ダイナ・コスモスが揃っていることから坂本はウルトラマンサーガも登場させることを希望したが、実現には至らなかった。
監督はテレビシリーズメイン監督の坂本が務め、テレビシリーズ終盤にあたる第15話・最終話と並行して制作された。坂本がウルトラシリーズの映画作品を監督するのは『大怪獣バトル ウルトラ銀河伝説 THE MOVIE』以来であり、坂本の得意とするアクションシーンが多く、ウルトラマンや怪獣のみならず本編キャストほぼ全員のアクションも盛り込まれている。また、俳優陣のアクションシーンは吹き替えスタント無しで行われているのも特徴である。ミニチュアセットもテレビシリーズより大規模なものが用意された。脚本はテレビシリーズのシリーズ構成を務めた小林雄次と中野貴雄が共同執筆した。
ゲストキャラクターのアレーナ役には、『特命戦隊ゴーバスターズ』で宇佐見ヨーコ / イエローバスターを演じ、坂本の監督作『白魔女学園』や『獣電戦隊キョウリュウジャーVSゴーバスターズ 恐竜大決戦! さらば永遠の友よ』にも出演した小宮有紗が、芝居とアクションを両方こなせる役者として坂本の指名で起用された。アレーナと行動を共にする新怪獣エタルガー役の声優には、同じく『ゴーバスターズ』でヨーコのバディであるウサダ・レタス役を演じた鈴木達央が小宮の希望で起用された。制作統括の岡崎聖は鈴木へ「小宮の相棒役」としてオファーをかけ、それを受けて鈴木も快諾したという。
作品は第1弾上映館として3月14日に新宿ピカデリー、品川プリンスシネマほか48スクリーンで公開され、同日および翌15日の初日2日間で映画観客動員ランキング（興行通信社調べ）で初登場第10位を獲得した。また、第2弾（28館）・第3弾（1館）・第4弾（1館）と追加上映されるスクリーンも設けられ、最終的に全国78スクリーンでの公開となった。

## あらすじ
ビクトルギエルとの決戦から1年後、1年の海外研修を終えて日本に帰ってきたヒカルを待っていたのはサクヤと、友也によって再生したマナを迎え入れた新生UPGであった。
だが平和な時は長く続かず、雫が丘の上空に突如謎の時空城が出現し、そこから「全ウルトラ戦士を封印する」と豪語する超時空魔神エタルガーと女戦士・アレーナが現れる。ギンガとビクトリー、そしてUPGはエタルガーとアレーナに戦いを挑むが、両者の圧倒的な力の前に苦戦する。
その最中、別宇宙よりやってきた青年・春野ムサシとウルトラマンゼロが現れる。エタルガーを倒すため、ゼロはヒカルとショウにある特訓を課す。UPGも、封印されたウルトラ戦士たちを解放するべくムサシと共に時空城へ突入する。

## 登場人物

### ゲスト
アレーナ
謎の時空城から現れた女戦士で、惑星ザントの王女。「魔鏡」と呼ばれるアイテムを使ってウルトラ戦士を次々と封印していく。
エタルガーに「ウルトラマンギンガが自分の故郷『惑星ザント』を滅ぼし、絶体絶命の時、エタルガーに助けられた」という偽りの記憶を植え付けられたうえで洗脳され、ウルトラ戦士を「邪悪な者」「平和を乱す敵」と認識し、特にギンガに対しては故郷や家族を奪われたという理由から偏執的な憎悪を抱く。身体能力も高く、チャージガンの射撃を平然とかわし、アリサやゴウキを一蹴するだけではなく、マナやムサシと互角の強さを誇る。
ビクトリアンが持つビクトリウム水晶の音色によって一時的に正気に戻るも、エタルガーが植え付けた偽りの記憶を消すことはできず、ヒカルがギンガであることにかなり動揺していた。エタルガーに再び洗脳され、時空城の最上階でエタルガーと戦うウルトラマンギンガビクトリーとウルトラマンコスモスに魔鏡の光線を放つが、間一髪光線をかわしたコスモス（エクリプスモード）のコズミューム光線を浴びて呪縛から解放され、ヒカルの説得で自分を取り戻す。事態の収束後はコスモスに連れられ、故郷へ帰って行った。
- 名前はスペイン語の砂に由来する。企画段階では砂の惑星に1人で住んでいる異次元人という設定であった。
- 衣装はアジアンテイストのものとなっており、監督の坂本浩一は敵側のテーマや作品世界観を象徴したものであると述べている。色はエタルガーにあわせて金をメインとしている。

春野ムサシ / ウルトラマンコスモス
『ウルトラマンコスモス』の主人公。かつてコスモスペースと呼ばれる宇宙にてウルトラマンコスモスと一体化して戦った青年。『ウルトラマンサーガ』仕様の服装を着て登場する。
コスモスとしてエタルガーと戦っていたが敗北し、コスモスの封印直前に分離させられた。時空城と共にギンガたちの宇宙にたどり着いた後は、アレーナの洗脳を解こうと奮闘する。また、時空城ではアレーナを相手に格闘戦で渡り合う。
マナ

チブル星人エクセラー（SD）に廃棄された後、美鈴たちとの関わりで心と命を知り、戦いの末にビクトルギエルと共に散ったかつてのアンドロイド・ワンゼロが、キサラのペンダントに残されたデータと友也の技術によって復元・再生したアンドロイド少女。ワンゼロの戦闘能力と記憶が完全に引き継がれており、彼女が生きていくと決めた人類の平和のために尽力する。
胸のワッペンはUPGのものに変わっており、平時はアナライズ担当として友也のサポートにあたる。

## 登場ヒーロー
- 坂本の「ただ無言で光線を放つだけでは味気ない」「子供たちに技名を覚えてもらいたい」などの意向により、本作品では光線を放つ際に技名を叫ぶ[11][注釈 4]。

ウルトラマンギンガ
ウルトラマンビクトリー
ウルトラマンコスモス
- ルナモード
- コロナモード
- エクリプスモード
- クロスオーバーフォーメーション（姿は変わらないが、グリッターティガのように全身が黄金に輝く）

ウルトラマンゼロ
- ウルティメイトゼロ
- ストロングコロナゼロ
- ルナミラクルゼロ
- シャイニングウルトラマンゼロ
- クロスオーバーフォーメーション

ウルトラマンティガ
- マルチタイプ
- パワータイプ
- クロスオーバーフォーメーション

ウルトラマンダイナ
- フラッシュタイプ
- ミラクルタイプ
- クロスオーバーフォーメーション

ウルトラマンガイア
- V2
- スプリーム・ヴァージョン
- クロスオーバーフォーメーション

ウルトラマンネクサス
- アンファンス
- ジュネッス
- クロスオーバーフォーメーション

ウルトラマンマックス
- クロスオーバーフォーメーション

ウルトラマンメビウス
- メビウスバーニングブレイブ
- クロスオーバーフォーメーション

ウルトラマンキング
ウルトラマンレオ
アストラ

### ウルトラマンギンガビクトリー
『劇場版 ウルトラマンギンガS 決戦!ウルトラ10勇士!!』『ウルトラファイトビクトリー』『ウルトラマンX』第14話に登場。ウルトラマンギンガとウルトラマンビクトリーがフュージョン合体した超強化形態。
ヒカルが左腕に装着したウルトラフュージョンブレスを、ショウがビクトリーランサーでタッチしてリードすることにより、合体変身が完了する。合体変身の際の掛け声は「ウルトラタッチ！」。ギンガの姿にビクトリーの意匠が加わった外見をしており、メインカラーも赤・青・黒・金と派手なものになっている。
フュージョンブレスの力でティガからゼロまでの能力を駆使し、高い戦闘能力を発揮する。ギンガストリウムと同様、ティガからゼロまでの技を使う際は、隣に対応するウルトラ戦士の姿が浮かび上がり、ギンガビクトリーと重なるという演出がされる。
- デザインを担当した後藤正行は、コンセプトを「光のアーマーをまとったウルトラマン」と述べている[15]。ギンガとビクトリーの融合形態のため、双方の基本ディテールと配色を分かりやすく組み合わせたものとなった[出典 3]。映画用のウルトラマンであることから、発光パーツを多く派手なものにしている[15]。初期稿では両肩のプロテクターが下に向けて尖っていたが、この形状であるとソフビが抜けないため、形状を変更している[19]。詰め襟のため、後藤は番長のようなものであるとしている[17][18][19]。

### 必殺技・能力（ギンガビクトリー）
ビクトリーのウルトランスも使用することが可能。設定上は下記以外のウルトラマンの必殺技も使用可能で、玩具「DXウルトラフュージョンブレス」に発動音声が収録されている。
ウルトラフュージョンシュート
ウルトラ10勇士の力を結集し、両腕を十字に組んで放つ必殺光線。構えは初代ウルトラマンのスペシウム光線を踏襲している。
ギンガビクトリーブレイカー
高速で敵に体当たりする技。
ゼペリオン光線
ウルトラマンティガの超破壊光線。『ウルトラマンX』第14話で使用。
ソルジェント光線
ウルトラマンダイナの超高熱を帯びた光線。サムズアップをした後に放つ。『ウルトラマンX』第14話で使用。
フォトンエッジ
ウルトラマンガイアV2の超高熱の刃。『ウルトラマンX』第14話で使用。
メビュームシュート
ウルトラマンメビウスの必殺光線。メビウスのものとは違い、十字に組んでいる右手の手先から肘までからも光線が発射される。
ワイドゼロショット
ウルトラマンゼロの強力光線。
ウルトランス
シェパードンセイバー
ビクトリーのものより、数倍に破壊力が強化され、ビクトリーのシェパードンセイバーフラッシュを物ともしなかったエタルガーの鎧を切り裂くほどの切れ味を誇る。
ハイパーゼットンシザーズ
エタルガーでさえダメージを受けるほどの強烈な火球を放つ。ビクトリーのものとは異なり、こちらは遠距離から放たれる。
ギンガビクトリーハイパーパンチ
敵に一撃で大ダメージを与える強力なダブルパンチ。
ギンガビクトリーハイパーキック
キック技を得意とするビクトリーの特性を活かした強烈キック。
その他の能力
コズミューム光線で呪縛から解放されたアレーナに対し、前作でギンガが美鈴に使用したものと同様に彼女の心へヒカルを送り込んだ。ギンガのものと同様にヒカルが戻って来るまでは全く動けなくなり、無防備となってしまうためにその隙をエタルガーに攻撃されたが、コスモス・エクリプスモードに庇われる。

## 登場怪獣・宇宙人
『ギンガS』テレビシリーズ最終話でスパークドールズの呪いが完全に解けたことを踏まえ、本作品で登場するウルトラマンたちは全てウルトライブによる登場ではなく、各々の世界からやってきたと設定されている。

超時空魔神 エタルガー
突如現れた謎の時空城の主。金色の強固な鎧と赤い羽衣を身に纏い、仮面を着けている。アレーナに対しては様付けし、紳士的な声を出すが、その本性は凶暴かつ極悪。「魔鏡」にウルトラマンを封印することができるアレーナに「ウルトラマンギンガが彼女の故郷惑星ザントを滅ぼし、自らが助けた」という偽りの記憶を植え付けて洗脳し、アレーナにウルトラマンへの憎悪を抱かせると、従者として仕えるフリをして意のままに操り、全ウルトラマンを封印するためにさまざまな時空を渡り歩く。
戦闘力も伊達ではなく、ウルティメイトゼロとほぼ互角に渡り合えるほどである。その鎧はすさまじい防御力を誇り、コスモス（コロナモード）のネイバスター光線や、ギンガのギンガファイヤーボール、ビクトリーのシェパードンセイバーフラッシュの直撃を平然と受け止めたうえ、ゼロのファイナルウルティメイトゼロ（チャージ時間は短め）を食らっても、羽衣が焼失して仮面が破損するだけで済んだほど（ただし、ダメージはあったようで、その直後に戦闘を放棄して撤退を選んでいる）。また、体中から光弾を放って攻撃するほか、格闘戦も得意とする。これらの直接的な戦闘力に加え、相手を最も恐れを示す存在を幻覚空間で見せる能力エタルイマージュや、それを実体化する能力エタルダミーを持つ。
仮面の下の素顔は骸骨のような恐ろしい顔立ちであり、ファイナルウルティメイトゼロによって仮面が破損した後は、声も禍々しいものへと変化した。
時空城に潜入したUPGとムサシの活躍で、封印していたウルトラマンたちを解放されると、彼らをエタルダミーで抑えて自身はコスモスやギンガビクトリーとの戦いを優位に進めるが、コスモスとヒカルの尽力によりアレーナの洗脳を完全に解かれ、奪い返される。後顧の憂いのなくなったギンガビクトリーの猛攻を受けてたまらず宇宙に逃走するが、ウルトラフュージョンシュートを受けて爆散し、消滅した。
その正体や全ウルトラマンを封印しようとした理由などは最後まで明かされなかったが、ヒカルの指摘でウルトラマンと人間の絆を最も恐れていると図星を突かれており、それを消し去ると同時にウルトラマンを封印することを目的としていたらしい。
- 名前は「エターナル」に由来する。企画段階では『ギンガS』の「命」というテーマを超える存在として、永遠の命を持つキャラクターと構想されていた。
- デザインは監督の坂本浩一からの要望で格闘アクションが可能な人間型となり、テレビシリーズ最後の敵であるビクトルギエルとの差別化も意図されている。デザインを担当した後藤正行は、従来の円谷プロ作品のキャラクターとは変化をつけるため、宇宙由来の異星人ではなく、魔神のようなイメージでデザインしているという。アンコールワット遺跡をイメージした時空城に合わせて、東洋系やバリ島の伝統的な奉納芸能のジャンルのテイストを参考にデザインしている。王族の姫であるアレーナが使う魔神という設定のため、凶悪かつ醜悪である顔の魔獣ではなく、格好良さげに見えるマスクをつけるものとなり、仮面に加えて装飾品をつけているという意味合いからストールを巻いている。巨大な角が肩から生えているというものは、アクションがしづらいということからウルトラシリーズでは嫌われがちなデザインだが、アクション作品を多数手がけている坂本からは経験値的にできるという判断からすんなりOKをもらったという。腕が武器に変形するという案も存在したが実現が難しかったため、全身にビームを発射できるような赤い球が付けられた。

『ウルトラギャラクシーファイト ニュージェネレーションヒーローズ』に登場するエタルガー
YouTube配信作品『ウルトラギャラクシーファイト ニュージェネレーションヒーローズ』に登場。
ウルトラダークキラーにより、生前の記憶を持ったまま復活して登場。宇宙空間を飛行中のウルトラマンロッソとウルトラマンブルを惑星ペノルへ墜落させて追いつめるが、ウルトラマンタロウによる要請で駆けつけたウルトラマンリブットに妨害され、取り逃がす。

エタルダミー
エタルガーが人々の恐怖の記憶や各ウルトラマンの恐れる者から実体化したダミーコピー体であり、本物以上の戦闘力を持つが、自我の有無については不明。話すことはなく、唸り声を上げる程度。
- ダークルギエル（エタルダミー）
- 超合体怪獣 ファイブキング（エタルダミー）
- 黒い悪魔 ダークメフィスト（エタルダミー）
- 高速宇宙人 スラン星人（エタルダミー）
- 暗黒宇宙大皇帝 エンペラ星人（エタルダミー）
- ウルトラマンベリアル（エタルダミー）

## 登場アイテム・その他用語
ウルトラフュージョンブレス
ウルトラマンキングによって生み出され、これを託されたウルトラマンゼロが特訓を乗り越えたヒカルとショウに与えたアイテム。外見はストリウムブレスに似ているが、本体のカラーリングが青、円盤部分が金となり、レリーフにはギンガビクトリーの横顔が描かれている。さらに、時空城から解放されたウルトラ戦士たちからエネルギーを与えられた後にはディスクにティガからゼロまでの姿が描かれ、彼らの必殺技を使用できるようになっている。
テレビシリーズ最終話で失われたストリウムブレスに代わってヒカルが左腕に装着し、ショウのビクトリーランサーとのウルトラタッチでギンガビクトリーに変身する。使用方法はストリウムブレスと同じだが、発声はヒカルとショウによるものになっている。ギンガビクトリーの左腕にも装着されるが、直接操作を行わないのはストリウムブレスと同じである。
変身には、まず「見せてやるぜ！ 俺たちの絆!!」と叫んでブレスを変身モードにしてから、「ウルトラタッチ！」の掛け声と共に2人が空中でタッチし、「ギンガー！」「ビクトリー！」と互いに叫びながら合身した後、「ギンガビクトリー！」の掛け声と共に巨大化する、というプロセスを取る。
- 一瞬しか映らないことが多いため、瞬時に違いが分かるようなデザインとなっている。

時空城
エタルガーとアレーナの移動拠点たる超巨大飛行要塞。次元を移動する能力を持ち、無数の砲台で守られている。内部には鏡に封印したウルトラ戦士たちが捕らわれている「鏡の間」が存在するほか、階層構造部分は封印を解かれたウルトラ戦士たちとエタルダミーの戦いが展開された後、クロスオーバーフォーメーションとなったティガからゼロまでのウルトラ戦士たちの必殺光線の斉射で破壊される。
- デザインは監督の坂本浩一の発注により、アンコール・ワットをイメージしている。市街地に出現した際の巨大感は、映画『インデペンデンス・デイ』の巨大円盤を意識している。また、敵陣に乗り込んで各階で敵と戦うという展開は坂本の案によるものであり、映画『死亡遊戯』を参考にしている。

惑星ザント
鏡の力を操る人々が暮らす惑星で、アレーナが王女を務める。地球や惑星ジュランの風景に似ているが、エタルガーに偽りの記憶を植え付けられたアレーナの被害妄想では、凶暴化したウルトラマンギンガによる火の海を経て滅ぼされたことになっている。
- 名前は砂に由来する。企画段階ではアレーナが1人で住んでいる砂の惑星という設定であった。

## キャスト
- 礼堂ヒカル - 根岸拓哉
- ショウ - 宇治清高
- アレーナ - 小宮有紗
- 春野ムサシ - 杉浦太陽
- 杉田アリサ - 滝裕可里
- 松本ゴウキ - 加藤貴宏
- 一条寺友也 - 草川拓弥
- サクヤ - 小池里奈
- マナ - 最上もが
- キサラ女王（回想） - 山本未來
- アレーナの母 - 眞田惠津子（ノンクレジット[32]）
- 陣野義昭 - 大浦龍宇一

### 声の出演
- ウルトラマンゼロ - 宮野真守
- ウルトラマンダイナ - つるの剛士
- ウルトラマンガイア - 吉岡毅志
- ウルトラマンコスモス - 杉浦太陽
- ウルトラマンメビウス[注釈 8] - 福山潤
- ウルトラマンティガ[33][注釈 8] - 村上ヨウ
- ウルトラマンネクサス[注釈 8] - 外島孝一
- ウルトラマンマックス[注釈 8] - 松本健太
- キョンシー[34][注釈 8] - 岸哲生
- エタルガー - 鈴木達央

### 本編 / 特技アクション
- 寺井大介
- ウルトラマンゼロ - 岩田栄慶[6]
- 横尾和則
- 力丸佳大
- 桑原義樹
- 新井宏幸
- 岡部暁
- 石川真之介
- 安達仁美
- 福田憲文
- 川手利文
- 戸田健
- 楠村隆太
- 中山甲斐
- ウルトラマンベリアル - 岩上弘数[6]
- 相馬絢也
- 下川真矢
- 安永晃
- 谷山直美
- 山口仁美
- 杉口秀樹
- 大口与枝

## スタッフ
- 監修 - 大岡新一
- 企画 - 黒澤桂、片野良太、仲吉治人
- 制作統括 - 岡崎聖
- チーフプロデューサー - 北浦嗣巳
- プロデューサー - 菊地英次
- 企画協力 - 渋谷浩康、仲井智徳、有澤亮哉
- 撮影監督 - 髙橋創
- 特殊撮影 - 西岡正樹
- 照明 - 武山弘道
- 美術 - 木場太郎
- 録音 - 廣木邦人
- 操演 - 根岸泉
- スクリプター - 内田智美
- 編集 - 矢船陽介
- 制作担当 - 松田憲一良
- 助監督 - 小原直樹、越知靖
- アクションコーディネート - 岡野弘之
- 視覚効果 - 三輪智章
- VFXコーディネーター - 豊直康
- 特殊造形 - 潤淵隆文、品田冬樹
- キャスティング - 空閑由美子
- 演技事務 - 笠井文
- 衣装 - 十河誠、藤山晃子
- アレーナ / マナ衣装デザイン - YOU-KO
- アレーナ衣装製作 - 川上登、近藤静香、松井健介
- マナ衣装製作 - 近藤静香、松井健介
- ヘアー・メイク - 梶清恵
- 装飾 - 桜井陽
- 持ち道具 - 竹内裕子
- 造形 - 山部拓也、小林靖博、山長和徳、亀田義郎
- キャラクターメンテナンス - 福井康之、宮川秀男
- カラリスト - 高田淳
- オンラインエディター - 宮﨑大輔
- 音響効果 - 古谷友二
- 選曲 - 鈴木潤一朗
- 整音 - 武藤雅人
- キャラクターデザイン - 後藤正行
- タイトルロゴデザイン - 竹内純
- 劇中テロップデザイン - 井野元大輔
- 画コンテ - 坂本浩一、橋爪謙始、酒井豊
- 音楽 作・編曲 - 小西貴雄
- オーケストラ編曲 - 原文雄
- 音楽制作 - 鈴木俊太郎
- 撮影助手 - 大城真輔、田中雅由
- ワイヤーコーディネート - 小池達朗、荒川真、川澄朋章
- アシスタントプロデューサー - 鶴田幸伸
- 配給 - 松竹メディア事業部
- VFXコンポジット - TSUBAKI田辺正章
- ドルビーデジタル・コンサルタント - 河東努、森幹生(コンチネンタルファーイースト株式会社)
- メイキング - 島崎淳、安間知子
- 連載協力 - 講談社、小学館
- 協力 - 日産自動車、日本マイクロソフト、高橋レーシング、開米プロダクション、プージャ、マーブリング・ファインアーツ、宗特機、IMAGICA Lab.、AVC映像センター、スリーエススタジオ、レントシーバー、牛久フィルムコミッション、牛久クリーンセンター、調布市産業振興課、日本映像クリエイティブ、アンダーグラフ、キュー・テック、林デジタル工務店、クロフネプロダクト、イコナ、日活調布撮影所、テックス、RED DIGITAL CINEMA SHOT ON RED(RED EPIC)、アートフォー
- 制作 - 円谷プロダクション
- 「劇場版 ウルトラマンギンガS」製作委員会（円谷プロダクション、バンダイ、バンダイビジュアル）
- 脚本 - 小林雄次、中野貴雄
- 監督 - 坂本浩一

## 音楽
主題歌「ウルトラマンビクトリー / ギンガの歌」
作詞 - 岡崎聖 / 作・編曲 - 小西貴雄 / 歌 - ボイジャー with ヒカル&ショウ feat.Takamiy
「ウルトラマンビクトリーの歌 2015」と「ウルトラマンギンガの歌 2015」のメドレーエディット曲。
挿入歌
「英雄の詩」
作詞・作曲 - 高見沢俊彦 / 編曲 - 高見沢俊彦 with 本田優一郎 / 歌 - THE ALFEE
「ウルトラマンギンガの歌 2015」
作詞 - 田靡秀樹、岡崎聖 / 作・編曲 - 小西貴雄 / 歌 - ボイジャー with ヒカル&ショウ feat.Takamiy

## 映像ソフト化
2015年7月24日にDVDとBlu-ray が発売された。Blu-rayのみメモリアルBOXも同時発売。

## ウルトラファイトビクトリー
2015年3月31日から6月23日まで『ギンガS』と劇場版のスピンオフ作品『ウルトラファイトビクトリー』が、全13話に渡って放送された。放送形態は『ウルトラゼロファイト』（2012年 - 2013年）『大怪獣ラッシュ ウルトラフロンティア 1stシーズン』（2013年 - 2014年）と同様に1話あたり約3分の短編だが、3DCG作品の『大怪獣ラッシュ』や特撮シーンのみの構成であった『ゼロファイト』に対し、本作品では同じ短編ながら新たな試みとして本編パートも盛り込まれている。監督は劇場版に引き続き、坂本浩一が務める。
キャッチコピーは「奏でろ、勝利のメロディー！」。
本作品は劇場版の後日談、および『ウルトラマンX』の第12話 - 第14話は本作品の後日談となっており、同作の世界をヒカル・ショウ・アリサが訪れるほか、本作品で登場したジュダ・スペクターの兄や姉であるモルド・スペクターやギナ・スペクターが登場する。
撮影は、ミニチュアセットと合成主体のグリーンバックの併用にて行われている。

### あらすじ（ファイト）
ウルトラ10勇士と共にエタルガーを倒してUPGへ入隊したショウは、久々の休暇でサクヤと共に地底世界へ帰省する。レピとの再会を果たすも、そこに突如出現した謎の蟻地獄空間へ吸い込まれていくサクヤを救出せんと蟻地獄に飛び込んだショウを待ち受けていたのは、超獣アリブンタ。その背後には、宇宙を揺るがす巨大な野望がうごめいていた。
ビクトリーの新たな戦いが幕を開ける。

### ウルトラマンビクトリーナイト
『ウルトラファイトビクトリー』より登場する強化形態。
ナイトティンバーの奏でる音色によって澄んだ心と強大な力の両方を極限まで高めることにより、ショウの中に眠るビクトリウムエネルギーを全解放して潜在能力を覚醒させた聖なる姿。通常のビクトリーとは打って変わり、青系の2色と銀色の体色・赤と青で構成されたVクリスタルが特徴で、ナイトティンバー ソードモードを使った剣術で戦う。また、シェパードンセイバーの使用も可能で、この時はナイトティンバーを逆手に持つ。
- デザインはビクトリーのカラーリングを変更したもの。基本となる配色が黒と赤と黄という3色のカラーリングで全体的にどっしりとした筋骨隆々のイメージだったため、本作品では宇宙を舞台としている点から、シュッとした感じのスタイリッシュな造形にしており、ナイトティンバー自体が横笛をモチーフとしたパワーアップ用ツールの位置付けとなっている点に基づく他、横笛を象徴とする牛若丸などの身軽なイメージからメインカラーを青としている[18]。後藤はウルトラマンヒカリがナイトティンバーを作ったため、カラーリングが青系の配色であることもその影響を受けたものであるとしている[18]。

#### 必殺技・能力（ビクトリーナイト）
ナイトビクトリウムフラッシュ
ナイトティンバーのポンプアクション1回で発動。ナイトティンバー ソードモードで回転斬りを繰り出す。アリブンタを倒した。
ナイトビクトリウムブレイク
ナイトティンバーのポンプアクション2回で発動。自身のエネルギーをチャージしたナイトティンバー ソードモードとシェパードンセイバーの二刀流のV字の斬撃で敵を切り裂く。ジュダ・スペクターの戦いで止めとして使用した。
ナイトビクトリウムシュート
ナイトティンバーのポンプアクション3回で発動。右手に手にした立てたナイトティンバー ソードモードのトリガーに左腕を当てて十字を組み刃部分から放つ高熱破壊光線。ビクトリーキラーに止めとして使用した。

### 登場怪獣・宇宙人（ファイト）
幻影宇宙帝王 ジュダ・スペクター
巨大ヤプールがビクトリウム・コアのエネルギーで宇宙の歪みを強制的に呼び寄せて蘇らせた、宇宙の悪魔。一人称は「我」。『アンドロメロス』や『ウルトラマン物語』のジュダと違って亡霊のような存在であり、体色が全身金色に変色して骸骨を連想させる鎧やボロボロになったマントなど、より禍々しい姿になっている。武器は巨大な剣バットキャリバーで、その剣捌きはウルトラマンビクトリーナイトを上回るほか、刃から衝撃波を放つこともできる。当初はスーパーグランドキング・スペクターをウルトラ戦士に差し向け、自身は歪みの内部から戦闘を見物していたが、ビクトリーナイトが歪みに飛び込んできた後は直接交戦となる。当初こそ優勢だったが、ビクトリーナイトがナイトティンバーとシェパードンセイバーの二刀流となってからは形勢が逆転したうえ、自らを復活させたビクトリウム・コアのエネルギーがビクトリーナイトに呼応して覚醒したことによって動きを封じられてしまい、最後はナイトビクトリウムブレイクによって倒された。
- スペクター (specter) とは英語で「亡霊」の意。
- スーツは既存のジュダのアトラクション用のマスクを改修したものに新規デザインの胴体を組み合わせたもの。デザインはオリジナルのジュダをリファインしたもので、甲冑はオリジナルに倣って骸骨をモチーフとしている。その後、『ウルトラマンX』のモルド・スペクターに改造された。
- 本作品の後日談にあたる『ウルトラマンX』（第12話「虹の行く先」 - 第14話「光る大空、繋がる大地」）では、姉のギナ・スペクターや兄のモルド・スペクターが秘かに蘇生していた旨が、ショウによって語られている。また、第14話ではモルド・スペクターがギナ・スペクターの魂と共に融合してグア・スペクターとなった際のイメージ映像にも登場しており、自身がかつて使用していた剣バットキャリバーにも顔がついている。

『ウルトラファイトオーブ』に登場するジュダ・スペクター
『ウルトラファイトオーブ 親子の力、おかりします!』に登場。
レイバトスの呪文によって復活した亡霊怪獣として登場。レオやビクトリーからかつての事件を伝え聞いていたゼロと惑星ヨミで対決し、同じくレイバトスによって復活させられたメカゴモラと共にゼロを追い詰めるが、ウルトラマンオーブがゼロの救援に現れ、メカゴモラと共にウルティメイトゼロやオーブ（オーブトリニティ）と対決することとなる。ウルティメイトゼロに圧倒されてウルティメイトゼロソードとトリニティウムブレイクの連携攻撃を受け、最後はメカゴモラ共々オーブスラッシャーの斬撃で倒された。

### 登場アイテム・その他用語（ファイト）
ナイトティンバー
ウルトラマンヒカリが宇宙を揺るがす危機に備えて開発した魔笛封印剣。数万年に一度の周期で蘇ろうとしている「宇宙の帝王」や悪霊を封印する力を持つ。だが、自身にも取り扱いが困難であるため、それに十分な素質を持ったショウに与えられる。ヒカリがエネルギー照射によって生み出した自身のスパークドールズをビクトリーランサーでウルトランスすることにより、「ナイトティンバー！」というヒカリの掛け声と共に出現した。
普段は横笛として使用するティンバーモードを取り、さまざまな奇跡のメロディを奏でる。これで演奏した後にカバーを展開し、片刃の青い剣で敵を斬るソードモードへ変形させることでウルトラマンビクトリーナイトに強化変身させる。変身完了時には「放て！ 聖なる力!!」というヒカリの声が発声される。ソードモード時にカバーのポンプアクションによって「（ポンプアクション回数）！（対応する必殺技名）!!」とヒカリの声が発声され、ティンバーモード時のマウスピースを兼ねるトリガーを引き、対応する必殺技を発動する。ソードモードからティンバーモードに戻した際には、「奏でろ！ 勝利のメロディー!!」とヒカリの声が発声される。
事態終息後、ショウはヒカリに返却しようとしたが、ヒカリから正式に託された。
- コンセプトは『恐竜戦隊ジュウレンジャー』の獣奏剣のようなもの。横笛から剣に変形するというシンプルなギミックとなっている。

惑星グア
レオ兄弟が宇宙の歪みを発見した惑星。ヤプールが送り込んだ超獣軍団と激突する。
衛星ゴルゴダ
惑星グアの衛星。ヤプールがギンガを人質に捕らえ、ビクトリーやウルトラマンAとビクトリーキラーとの主戦場となる。

### キャスト（ファイト）
- ショウ - 宇治清高
- サクヤ - 小池里奈
- レピ - 山田日向
- 礼堂ヒカル - 根岸拓哉

### 声の出演（ファイト）
- ウルトラマンヒカリ - 難波圭一
- 巨大ヤプール - 玄田哲章
- ウルトラマンA - 高峰圭二
- ウルトラマンレオ - 真夏竜
- アストラ - 逢坂力
- ジュダ・スペクター - 金光宣明

### アクション（ファイト）
- 岩田栄慶
- 寺井大介
- 桑原義樹
- 下川真矢
- 相馬絢也
- 金子起也
- 辻将太
- 霜田元

### スタッフ（ファイト）
- 監督 - 坂本浩一
- 脚本 - 足木淳一郎
- 監修 - 大岡新一
- 企画 - 猪狩友宏、片野良太、仲井智徳
- 製作統括 - 岡崎聖
- プロデューサー - 金光大輔、石野仁子（VISTA）
- 協力プロデューサー - 菊地英次
- 企画協力 - 渋谷浩康、徳田良平、石井卓爾、徐傑（バンダイ）
- 監督補・編集 - 村上裕介
- 撮影監督 - 野澤啓
- 照明 - 河原真一
- 美術 - 木場太郎
- 視覚効果 - 三輪智章
- コンポジター - 関創
- ミキサー - 村田祐一
- カラリスト - 中村和裕
- ビデオエンジニア - 小林謙一
- アクションコーディネート - 岡野弘之
- 特殊造型 - 潤淵隆文、品田冬樹、小林靖博、山長和徳
- 造形メンテナンス - 山部拓也、山長初江、渡部歩夢
- キャラクターデザイン - 後藤正行
- 音楽 作・編曲 - 小西貴雄
- 音楽制作 - 鈴木俊太郎
- 助監督 - 伊藤良一、作野良助、土生和也
- VFX・CG - アンダーグラフ、キュー・テック、日本映像クリエイティブ
- 撮影スタジオ - 日活調布撮影所
- 制作協力 - VISTA
- 協力 - 青二プロダクション、アクション キャスタッフ、ウェットスーツ・チコ、81プロデュース、開米プロダクション、キャトル、極楽映像社、SAN、SKIPシティ、日本照明、BOS、プレックス、ボンクラフト、マックレイ、マーブリング・ファインアーツ、レスパスビジョン
- 製作・著作 - 円谷プロダクション

### 音楽（ファイト）
主題歌「ウルトラマンビクトリーの歌 2015」
作詞 - 岡崎聖 / 作曲・編曲 - 小西貴雄 / 歌 - ボイジャー with ヒカル&ショウ feat.Takamiy
エンディングテーマ「キラメク未来 〜夢の銀河へ〜」
作詞 - 田靡秀樹 / 作曲・編曲 - 小西貴雄 / 歌 - ボイジャー feat.ウルトラマンギンガ
挿入歌
「ウルトラマンエース」
作詞 - 東京一 / 作曲・編曲 - 葵まさひこ / 歌 - ハニー・ナイツ、みすず児童合唱団
「ウルトラマンレオ」
作詞 - 阿久悠 / 作曲・編曲 - 川口真 / 歌 - 真夏竜、少年少女合唱団みずうみ
「ウルトラマンギンガの歌 2015」
作詞 - 田靡秀樹、岡崎聖 / 作・編曲 - 小西貴雄 / 歌 - ボイジャー with ヒカル&ショウ feat.Takamiy

### 放送日程
| 話数   | 放送日         | 登場怪獣 | ビクトリー以外の登場戦士                                                                                          | 新列伝放送話 |
| ------ | -------------- | --- | --- | ------------ |
| 第1話  | 2015年 3月31日 | - アリブンタ - 巨大ヤプール                                                                                   | - | 第91話       |
| 第2話  | 4月7日         | - アリブンタ - 巨大ヤプール                                                                                   | ウルトラマンヒカリ                                                                                                | 第92話       |
| 第3話  | 4月14日        | - アリブンタ - 巨大ヤプール                                                                                   | ウルトラマンヒカリ                                                                                                | 第93話       |
| 第4話  | 4月21日        | - アリブンタ - 巨大ヤプール - ベロクロン - バキシム - ドラゴリー - ビクトリーキラー                           | - ウルトラマンヒカリ - ウルトラマンキング - ウルトラマンエース - ウルトラマンレオ - アストラ - ウルトラマンギンガ | 第94話       |
| 第5話  | 4月28日        | - ビクトリーキラー - 巨大ヤプール                                                                             | - ウルトラマンギンガ - ウルトラマンエース                                                                         | 第95話       |
| 第6話  | 5月5日         | - ビクトリーキラー - 巨大ヤプール - ルナチクス - シェパードン                                                 | - ウルトラマンギンガ - ウルトラマンエース                                                                         | 第96話       |
| 第7話  | 5月12日        | - シェパードン - ルナチクス - ビクトリーキラー - 巨大ヤプール - ベロクロン - バキシム - ドラゴリー            | - ウルトラマンギンガ - ウルトラマンエース - ウルトラマンレオ - アストラ                                           | 第97話       |
| 第8話  | 5月19日        | - ベロクロン - バキシム - ドラゴリー - 巨大ヤプール                                                           | - ウルトラマンレオ - アストラ - ウルトラマンギンガ - ウルトラマンエース - ウルトラマンギンガビクトリー            | 第98話       |
| 第9話  | 5月26日        | - 巨大ヤプール - ベロクロン - バキシム - ドラゴリー - ジュダ・スペクター - スーパーグランドキング・スペクター | - ウルトラマンギンガビクトリー - ウルトラマンエース - ウルトラマンレオ - アストラ                                 | 第99話       |
| 第10話 | 6月2日         | - ジュダ・スペクター - スーパーグランドキング・スペクター                                                     | - ウルトラマンギンガビクトリー - ウルトラマンギンガ - ウルトラマンエース - ウルトラマンレオ - アストラ            | 第100話      |
| 第11話 | 6月9日         | - ジュダ・スペクター - スーパーグランドキング・スペクター                                                     | - ウルトラマンギンガ - ウルトラマンエース - ウルトラマンレオ - アストラ                                           | 第101話      |
| 第12話 | 6月16日        | - ジュダ・スペクター - スーパーグランドキング・スペクター                                                     | - ウルトラマンギンガ - ウルトラマンエース - ウルトラマンレオ - アストラ                                           | 第102話      |
| 最終話 | 6月23日        | - | - ウルトラマンギンガ - ウルトラマンエース - ウルトラマンレオ - アストラ - ウルトラマンヒカリ                      | 第103話      |

### 漫画
- てれびくん 2015年5月号 - 7月号連載、作画：河本けもん

### 映像ソフト化（ファイト）
2015年12月8日 - 12月16日の期間限定で、Amazon.co.jpにてディスク・オンデマンド商品として全13話を一本化したDVDが受注生産された。

## 新ウルトラマン列伝との連動
『新ウルトラマン列伝』では、本作品（『ウルトラファイトビクトリー』を含む）との連動企画が行われた。
第136話 - 第137話には『ファイトビクトリー』が「希望の聖剣」と「勝利の旋律」の2話に再構成されて放送された。Xioのラボで大地・マモル・ルイ・グルマン博士ら4人が行うナビゲーションでは、この話の後日談となる『ウルトラマンX』（第12話 - 第14話）の内容も触れながら会話している。
第139話 - 第141話には「第一章 封じられた光」・「第二章 究極の戦士」・「最終章 絆が生む力」の3話に再構成されて放送された。大地が剣の特訓の合間にショウから聞いたこの回をマモルとルイに教えるという形でナビゲーションを行ったほか、第一章の本編終了後には大地たちの会話シーンからエクスデバイザーの通信越しにゼロも加わっている。

## ウルトラ十勇士
円谷プロダクションは2016年1月に「歴史の勇者（ヒーロー）×ウルトラマン」をコンセプトとする新企画として、江戸時代初期を舞台とした講談のヒーロー「真田十勇士」と本作品に登場したウルトラ10勇士がコラボした『ウルトラ十勇士』を発表した。詳細な展開は順次発表の予定。